# Наносний острів
Нано́сний острів (рос. Наносный остров) — невеликий острів у Східно-Сибірському морі, є частиною островів Анжу в складі Новосибірських островів. Територіально належить до Республіки Саха, Росія.
Острів розташований за декілька кілометрів на північний захід від острова Земля Бунге. Назва говорить про те, що острів утворився шляхом намивання ґрунту. Вкритий пісками, висота до 2 м. Має неправильну овальну форму з витягнутим на півночі півостровом.
| Росія | Це незавершена стаття з географії Росії. Ви можете допомогти проєкту, виправивши або дописавши її. |